# Panorpa etrusca
Panorpa etrusca är en näbbsländeart som beskrevs av Rainer Willmann 1976. Panorpa etrusca ingår i släktet Panorpa och familjen skorpionsländor. Inga underarter finns listade i Catalogue of Life.